# Боселли, Элизабет
Элизабет Боселли (фр. Élisabeth Thérèse Marie Juliette Boselli, 11 марта 1914, Париж — 25 ноября 2005, Лион) — французская военная и гражданская лётчица. Она была первой женщиной-лётчиком-истребителем, служившей во французских Военно-воздушных силах, и установила восемь мировых рекордов по дальности, высоте и скорости.

## Биография
Боселли родилась в Париже 11 марта 1914 года. Она училась в Вольной школе политических наук в Париже и окончила её в 1935 году. Будучи студенткой, она участвовала в различных гуманитарных организациях, в том числе в Красном Кресте. Она заинтересовалась авиацией после того, как вместе с братом посетила авиационную конференцию. Сначала она работала волонтёром на аэродромах, работая в ангарах и над двигателями, пока в январе 1938 года не получила лицензию частного пилота. Она купила собственный самолет «Леопольдофф», начала заниматься высшим пилотажем и решила получить лицензию государственного пилота. Однако разразилась Вторая мировая война, и всё обучение гражданских лиц было отменено; журнал полётов Боселли того периода заканчивается 4 августа 1939 года.
В 1944 году был сформирован корпус женщин-военных лётчиков, и Боселли присоединилась к ним в звании младшего лейтенанта. Она прошла обучение высшему пилотажу и сама стала тренером. 12 февраля 1946 года она получила лицензию военного лётчика, став первой женщиной во Франции, сделавшей это. Однако с окончанием войны женщины-пилоты стали не нужны, и вместо этого ей предложили административную должность. Боселли отказалась и решила вернуться в гражданскую авиацию. В мае 1947 года она начала обучение в качестве пилота планера под руководством Пола Лепанса в Бейнсе, получив лицензию четыре месяца спустя. Боселли сразу начала выходить на соревнования, установив ряд рекордов. В 1951 году Боселли посетила Соединённые Штаты Америки и встретила пару пилотов гидросамолётов, которые предложили ей возможность управлять гидросамолётом; она прошла обучение за 10 дней и успешно получила лицензию пилота гидросамолёта.
Боселли вернулась в армию в 1952 году, присоединившись к презентационной эскадрилье лётчиков высшего пилотажа, базирующейся в Этампе, под названием Patrouille de France. Боселли и эскадрилья выступали в Монако, Алжире и Испании, причём Боселли была одним из сольных исполнителей. В 1957 году ей предложили работу в Алжире, и она согласилась. Она служила в Уэд-Хамимине и выполняла военные эвакуации, транспортные миссии и доставляла припасы и почту в войска.
К 45 годам она налетала 900 часов, совершила 335 вылетов и перестала летать. Остаток своей карьеры Элизабет проработала атташе-редактором в аэронавигационной службе до выхода на пенсию в 1969 году.
Выйдя на пенсию, Боселли стала президентом комитета по истории Аэроклуба Франции и написала свои мемуары. Боселли умерла в Лионе 25 ноября 2005 года; похоронена на кладбище Гильотьер.

### Рекорды
- Мировые рекорды высоты среди женщин на планере-одиночке: 5300 м 22 декабря 1947 года и 5600 м 6 апреля 1948 года[3][7]
- Мировой рекорд высоты для лёгких самолётов: 5791 м, 21 мая 1949 года[3][7]
- Мировой рекорд скорости среди женщин на реактивных самолётах замкнутого цикла: 746 км/ч, 26 января 1955 года[6]
- Мировой рекорд дальности среди женщин на реактивных самолётах замкнутого цикла: 1840 км, 21 февраля 1955 года[6]
- Мировой рекорд дальности по прямой для реактивных самолётов: 2331,22 км на 1 марта 1955 года[3][5][6]

### Признание
За заслуги перед своей страной она получила орден Почётного легиона, Крест за воинскую доблесть и медаль Воздухоплавания. В Лионе есть улица имени Боселли. Её именем также назван парк возле Порт-де-Версаль в Париже. В 2013 году на бывшем аэродроме в Анже был построен жилой комплекс, получивший название района Боселли.